# Джим Віч

Джи́м Ві́ч (англ. Jim Wych, нар.11 січня 1964 ) -  канадський колишній професіональний гравець в  снукер та  пул. Тепер працює коментатором матчів з пулу та снукеру, переважно на каналі Sky Sports (з 1990 року).

## Кар'єра
Став професіоналом у 1979 році. У 1980 вийшов до 1/4 фіналу першого для себе  чемпіонату світу, обігравши  Джона Пульмана, 10:5, та  Денніса Тейлора, 13:10, але потім поступився своєму співвітчизнику —  Кліффу Торбурну з рахунком 6:13. У 1992 році Джим повторив це досягнення, але через п'ять років, у 1997, покинув професійний снукер. Джим - дворазовий переможець чемпіонату Канади зі снукеру та триразовий фіналіст  Canadian Professional. У 1991-му Віч в парі з  Бреді Голланом посів друге місце на турнірі  World Masters.